# リラ・オルガニザータ
リラ・オルガニザータ（イタリア語: lira organizzata）は、18世紀にヨーロッパで流行した楽器。ハーディ・ガーディの一種だが（「リラ」とはハーディ・ガーディを指す）、内部に小さなオルガンがあって、鍵盤を押さえることによって弦の長さを調節するだけではなくオルガンの管に空気が送りこまれる。

## 概要
リラ・オルガニザータは18世紀なかばのフランスにはすでに存在していたようである。流行の最盛期は1780年代であったが、長つづきしなかった。
この楽器が現在に名を残しているのは、ナポリ王フェルディナンド4世がこの楽器を得意としていたことによる。王はオーストリア公使館の参事官であったノルベルト・ハドラヴァにこの楽器の演奏を学んだ:12。フェルディナンド4世とハドラヴァはリラ・オルガニザータのレパートリーを増やすためにヨハン・シュテルケル、アダルベルト・ギロヴェッツ、イグナツ・プライエル、フランツ・ヨーゼフ・ハイドンといった作曲家にこの楽器のための音楽の作曲を依頼した:12:214。
ハイドンがこの楽器のために1786年ごろ作曲した2台のリラ・オルガニザータのための協奏曲は5曲が現存している（Hob. VIIh:1-5）。おそらくもう1曲あったが消失した。ほかに1790年には2台のリラ・オルガニザータを含む九重奏のノットゥルノを8曲作曲している（Hob. II:25-32）。いずれもナポリ王のために作曲されたものである:97-98。のちにハイドンがロンドンを旅行したときにこれらの曲の一部が改訂の上演奏されたが、楽器はリラ・オルガニザータのかわりにフルートやオーボエを使用した。ノットゥルノのうち2曲は改訂版の楽譜のみが残っている:215。
リラ・オルガニザータ協奏曲第3番ト長調（Hob. VIIh:2）の第2楽章は挿入アリア「私はアルチーナ」(“Sono Alcina”, Hob. XXIVb:9)の転用である。第4番ヘ長調（Hob. VIIh:5）の第2・3楽章は交響曲第89番に、第5番ト長調（Hob. VIIh:3）の第2楽章は交響曲第100番「軍隊」の第2楽章に転用されている。
ハイドン以外ではプライエルの曲も現存している:12。

## 復元演奏
ハイドンのリラ曲はさまざまな楽器で演奏された録音が存在する。1966年のフーゴー・ルーフ (Hugo Ruf) によるリラ演奏LPは、実際には手回しオルガンの一種を使ったものだった。
2006年のマティアス・ロイプナーとティエリー・ヌアのリラ、リモージュ・バロック・アンサンブル (fr:Ensemble baroque de Limoges) による演奏はリラ・オルガニザータの復元楽器によるハイドンの曲の最初のCDである。同じ団体は2009年に続編CDを出しているが、こちらはハイドンのほかにプライエル、オルジターノ(Vincenzo Orgitano)、および作曲者不明（伝モーツァルト）の作品を収録している。

## 関連文献
- 大宮真琴『ハイドン全集の現場から 新しい音楽学の視点』音楽之友社、1990年。ISBN 4276222532。（リラ・オルガニザータの構造や奏法について詳しい説明がある）